# Nelson Mandela Bay Stadion
A Nelson Mandela Bay Stadion  egy többfunkciós labdarúgó és rugby sportlétesítmény Port Elizabethben, Kelet-Fokföldön, a Dél-afrikai Köztársaságban. 2009-ben nyitották meg, befogadóképessége 46 000 fő. Nevét a a Dél-afrikai Köztársaság első feketebőrű elnökéről Nelson Mandeláról kapta. 
A 2010-es labdarúgó-világbajnokságon öt csoportmérkőzést és egy-egy nyolcaddöntőt, illetve negyeddöntőt játszottak a stadionban és itt rendezték a torna bronzmérkőzését is. A 2013-as afrikai nemzetek kupájának egyik helyszíne volt.

## Események

### 2010-es labdarúgó-világbajnokság
| Dátum            | Pályaválasztó    | Eredmény | Vendég      | Forduló       |
| ---------------- | ---------------- | -------- | ----------- | ------------- |
| 2010. június 12. | Dél-Korea        | 2 – 0    | Görögország | B csoport     |
| 2010. június 15. | Elefántcsontpart | 0 – 0    | Portugália  | G csoport     |
| 2010. június 18. | Németország      | 0 – 1    | Szerbia     | D csoport     |
| 2010. június 21. | Chile            | 1 – 0    | Svájc       | A csoport     |
| 2010. június 23. | Szlovénia        | 0 – 1    | Anglia      | C csoport     |
| 2010. június 26. | Uruguay          | 2 – 1    | Dél-Korea   | Nyolcaddöntő  |
| 2010. július 2.  | Hollandia        | 2 – 1    | Brazília    | Negyeddöntő   |
| 2010. július 7.  | Uruguay          | 2 – 3    | Németország | Bronzmérkőzés |

### 2013-as afrikai nemzetek kupája
| Dátum            | Pályaválasztó         | Eredmény | Vendég                | Forduló       |
| ---------------- | --------------------- | -------- | --------------------- | ------------- |
| 2013. január 20. | Ghána                 | 2 – 2    | Kongói DK             | B csoport     |
| 2013. január 20. | Mali                  | 1 – 0    | Niger                 | B csoport     |
| 2013. január 24. | Ghána                 | 1 – 0    | Mali                  | B csoport     |
| 2013. január 24. | Niger                 | 0 – 0    | Kongói DK             | B csoport     |
| 2013. január 27. | Zöld-foki Köztársaság | 2 – 1    | Angola                | A csoport     |
| 2013. január 28. | Niger                 | 0 – 3    | Ghána                 | B csoport     |
| 2013. február 2. | Ghána                 | 2 – 0    | Zöld-foki Köztársaság | Negyeddöntő   |
| 2013. február 8. | Mali                  | 3 – 1    | Ghána                 | Bronzmérkőzés |